# قلاب‌سنگ (فیلم)
قلاب‌سنگ (سوئدی: Kådisbellan) یک فیلم درام سوئدی است که در ۲۴ سپتامبر ۱۹۹۳ در سینماهای سوئد اکران شد،  با بازی جسپر سالن، استلان اسکاشگورد و باسیا فریدمن. این فیلم به کارگردانی اوکه ساندگرین بر اساس رمان زندگی‌نامه‌ای رولاند شوت به همین نام در سال ۱۹۸۹ ساخته شد.